# Orlanka (województwo podlaskie)
Orlanka – kolonia w Polsce położona w województwie podlaskim, w powiecie bielskim, w gminie Bielsk Podlaski. Wchodzi w skład sołectwa Kotły.
W latach 1975–1998 miejscowość administracyjnie należała do województwa białostockiego.